# DK (певец)
Ли Сок Мин (кор. 이석민; род. 18 февраля 1997 года), также известный как Догём (кор. 도겸) или сокращенно DK, — южнокорейский певец. Является участником бой-бэнда Seventeen и лидером подгруппы BSS, управляемых Pledis Entertainment.
Помимо своей деятельности с Seventeen и BSS, DK выпустил ряд саундтреков, которые имели коммерческий успех в Южной Корее. В 2019 и 2021 годах он сыграл короля Артура в южнокорейских постановках «Артус-Экскалибур».

## Ранняя жизнь
Ли Сокмин родился 18 февраля 1997 года в Мапхогу, Сеул, Южная Корея. Он учился в Сеульской средней школе радиовещания и окончил ее в 2016 году.

## Псевдоним
DK — это сокращенная версия его корейского сценического псевдонима Догём. В переводе с корейского «До» (도; 道) означает «путь» или «дорогу», в то время как «Кём» (겸; 兼) означает «многозадачный», что в совокупности означает стремление стать разносторонне одаренным человеком, способным идти разными путями.

## Карьера

### 2011—2014: Пре-дебют
DK присоединился к Pledis Entertainment в конце 2011 года, пройдя прослушивание в компании, вдохновленный карьерой южнокорейского певца Юн До Хёна. Он прошел прослушивание с тремя песнями: «Peppermint Candy» группы YB, «This Song» 2AM и корейской версией «This Is the Moment» из мюзикла «Джекилл и Хайд».
В 2013 году он начал появляться в «Seventeen TV», онлайн-реалити-шоу, в котором представляли стажеров Pledis и показывали потенциальных участников мужской группы Seventeen перед их официальным дебютом. Шоу периодически транслировалось на Ustream, где участники показывали, как они тренируются, поют, создают хореографические постановки и играют в игры. Онлайн-шоу также включало участие в концертах под названием Like Seventeen.

### 2015—н.в: Seventeen
29 мая 2015 года DK дебютировал в составе южнокорейского бой-бэнда Seventeen с мини-альбомом 17 Carat. Известный своими исключительными вокальными способностями, DK является главным вокалистом группы, а также ключевым членом вокальной подгруппы. С момента дебюта DK принял участие в написании более 10 песен Seventeen.

### 2018—н.в: BSS, сольная деятельность и дебют в театре

#### BSS
В 2018 году DK вместе Сынкваном и Хоси сформировали первое официальную подгруппу Seventeen — BSS или BooSeokSoon (кор. 부석순), общее прозвище трех участников. 21 марта группа выпустила свой дебютный сингл «Just Do It». В 2023 году, после пятилетнего перерыва, группа вернулась с сингл-альбомом Second Wind и песней «Fighting», которые имели коммерческий успех.

#### Сольная деятельность
В 2020 году DK и Джошуа сотрудничали с американским музыкантом Pink Sweats над ремиксом на его песню «17».
18 февраля 2023 года DK выпустили кавер-версию песни Бэкхена «Amusement Park» в честь своего 25-летия. В июне он поделился другой кавер-версией песни Yuuri «Betelgeuse». В марте 2024 года он выпустил кавер-версию песни Lucy «Sequel». В июне он выпустил кавер-версию песни Lauv «Steal the Show» в качестве эксклюзива на YouTube Music. В июле он выпустил еще одну кавер-версию песни Day6 «Happy».

#### Театр
В феврале 2019 года Ли получил главную роль короля Артура в южнокорейской постановке «Артус-Экскалибур» под названием «Xcalibur» в Седжон-центре. В ожидании этой роли он появился на обложке журнала об исполнительских искусствах Scene Playbill. Его выступление получило высокую оценку критиков и зрителей, а Чан У Ен из «Чосон ильбо» назвал Сокмина «потрясающим», а мюзикл «возвещает о рождении новой звезды музыкального театра». Фрэнк Уайлдхорн, автор оригинального мюзикла, также высоко оценил его талант. За роль он был номинирован в категории «Лучший новичок среди мужчин» на 4-й церемонии вручения Korea Musical Awards и на Stagetalk Audience Choice Awards 2019. Позже в том же году музыкальная компания EMK выпустила альбом живых выступлений Xcalibur на сцене, в котором приняли участие DK. 
В 2021 году он повторил роль короля Артура во втором показе «Xcalibur», на этот раз в Blue Square Shinhan Card Hall в Сеуле. Он снова появился на обложке журнала в ожидании роли, на этот раз в августовском номере Theatre Plus' за 2021 год. Несмотря на то, что премьера состоялась во время пандемии COVID-19, второй показ мюзикла прошел успешно, на каждом представлении ему аплодировали стоя, и выступление Сокмина снова получило высокую оценку. В сентябре 2022 года музыкальная компания EMK выпустила документальный фильм под названием «Xcalibur the Musical Documentary: Блестящее путешествие Докема» (корейский: 엑스칼리버 더 뮤지컬 다큐멘터리: 도겸의 찬란한 여정), в котором рассказывается о росте DK как актера музыкального театра.

## Артистизм

### Голос
Докём получил высокую оценку за свое мастерство пения, за деятельность в Seventeen и за участие в мюзиклах. В 2018 году Dispatch Korea назвал его одним из «представительных вокалистов» индустрии K-pop. В 2022 году Ли Сыль Ги из Newsen сообщил, что он был признан за свои вокальные данные, обладающие широким диапазоном и богатой громкостью. В рецензии на концерт Seventeen Follow в Сеуле Эбби Вебстер описала его голос как «теплый нижний регистр» для NME. После его появления на King of Masked Singer Пак Хи А из Melon описал его голос как «обладающий твердой вокализацией, высоким диапазоном и гибким ритмом».

### Влияние
DK назвал группу YB главным источником вдохновения для своей музыкальной карьеры.

## Посол брендов и продвижение
26 июня 2023 года южнокорейский косметический бренд S2ND представил свою последнюю коллаборацию, эксклюзивными моделями которой стали DK и Сынкван.
19 сентября 2023 года швейцарский дом моды класса люкс Bally объявил DK своим новым мировым бренд-амбассадором. До этого объявления, 25 февраля 2023 года, он эксклюзивно появился на Неделе моды в Милане сезона осень-зима 2023. Генеральный директор Bally Николас Джиротто назвал его универсальность, стильные манеры поведения и дружелюбный нрав решающими факторами при назначении на должность нового глобального посла бренда. DK начал свою международную деятельность с Bally, приняв участие в таких мероприятиях, как показ коллекции Bally сезона весна-лето 2024 на Неделе моды в Милане 23 сентября 2023 года и показ коллекции Bally сезона осень-зима 2024 на Неделе моды в Милане в феврале 26, 2024. Затем он появился в весенне-летней рекламной кампании Bally 2024.
Он появился в октябрьском номере W Korea, чтобы прорекламировать бренд. В марте 2024 года он вновь появился в W Korea.
В июне 2023 года DK впервые появился на обложке японского модного журнала Men's Non-no вместе с Вону. В дальнейшем эта пара будет фигурировать в других выпусках, посвященных их моде.

## Личная жизнь
Поклонники признали DK за его сострадательный и чуткий характер, что было продемонстрировано в эпизоде YouTube-сериала «История Динго» под названием «수고했어 오늘도» (в переводе: «Хорошая работа и сегодня»), вышедшем 13 февраля 2023 года. В этом эпизоде он лично приготовил ланч-бокс для фаната, с которым провел душевную беседу о том, как усердно работать в повседневной жизни.
DK с удовольствием публикует кавер-версии песен на YouTube-канале Seventeen, среди которых «The Road», «Amusement Park», «Betelgeuse»,и «Sequel», а также другие.
Помимо своей музыкальной карьеры, DK является заядлым любителем спорта, ему нравятся такие виды деятельности, как футбол, волейбол, бейсбол и баскетбол. Он проявляет особый интерес к бейсболу, часто выражая свою поддержку команде «Doosan Bears». 2 апреля 2023 года DK был приглашен на церемонию подачи первого мяча на игре «Doosan Bears».

## Дискография

### Синглы
| Название                                                | Год  | Артист(ы)                          | Альбом                   | Ист.   |
| ------------------------------------------------------- | ---- | ---------------------------------- | ------------------------ | ------ |
| «Cinematic Love» (한 편의 너)                           | 2017 | DK и Ян Да Иль                     | Неальбомный сингл        | [ 69 ] |
| «17» (Remix) Совместно DK и Джошуа                      | 2020 | Pink Sweats                        | The Prelude              | [ 70 ] |
| «You're My Christmas»                                   | 2021 | DK                                 | Неальбомный сингл        | [ 71 ] |
| «Die Schatten Werden Laenger» (한 편의 너) Featuring DK | 2022 | Kai                                | Kai on Musical           | [ 72 ] |
| «When Will We Learn» (언제일까 )                        | 2022 | DK                                 | Xcalibur                 | [ 73 ] |
| «Dirty Dancing» Featuring DK, Joshua and Dino           | 2023 | New Kids on the Block и Dem Jointz | The Block 2023 Rerelease | [ 74 ] |

### Саундтреки
| Название                                                                                   | Год  | Наивысшая позиция | Наивысшая позиция | Альбом                            |
| Название                                                                                   | Год  | Circle            | Kor Hot           | Альбом                            |
| ------------------------------------------------------------------------------------------ | ---- | ----------------- | ----------------- | --------------------------------- |
| «Missed Connections» (내가 먼저)                                                           | 2018 | —                 | —                 | Великий соблазнитель OST Part 3   |
| «Is It Still Beautiful» (여전히 아름다운지) С Уджи и Сынкваном, originally by Kim Yeon-woo | 2021 | 25                | 22                | Мудрая жизнь в больницеOST Part 8 |
| «Go!»                                                                                      | 2022 | 123               | 88                | Двадцать пять, двадцать один OST  |
| «Short Hair» (단발머리)                                                                    | 2023 | —                 | —                 | Добро пожаловать в СамдаллиOST    |

### Композитор
Все права взяты из Korea Music Copyright Association.
| Год  | Артист    | Песня                                             | Альбом             | Слова | Слова                                                                    | Музыка | Музыка                                               |
| Год  | Артист    | Песня                                             | Альбом             | Права | Совместно                                                                | Права  | Совместно                                            |
| ---- | --------- | ------------------------------------------------- | ------------------ | ----- | ------------------------------------------------------------------------ | ------ | ---------------------------------------------------- |
| 2016 | Seventeen | «Say Yes»                                         | Love & Letter      | Yes   | Woozi, Seungkwan, Kiggen                                                 | No     | N/A                                                  |
| 2016 | Seventeen | «Adore U» (아낀다) (Vocal Team)                   | Love & Letter      | Yes   | Bumzu, S.Coups, Woozi, Vernon, Seungkwan                                 | No     | N/A                                                  |
| 2017 | Seventeen | «Without You» (모자를 눌러 쓰고)                  | Teen, Age          | Yes   | Woozi, Vernon, Jeonghan, Hoshi, The8, Mingyu, S.Coups, Dino, Bumzu       | No     | N/A                                                  |
| 2017 | Seventeen | «Clap» (박수)                                     | Teen, Age          | Yes   | Bumzu, Woozi, Hoshi, Mingyu, Jeonghan, Seungkwan                         | No     | N/A                                                  |
| 2017 | Seventeen | «Hello»                                           | Teen, Age          | Yes   | Bumzu, Mingyu, Jun                                                       | Yes    | Bumzu                                                |
| 2017 | Seventeen | «Campfire» (캠프파이어)                           | Teen, Age          | Yes   | Woozi, Vernon, Jeonghan, Wonwoo, The8, Mingyu, S.Coups, Seungkwan, Bumzu | No     | N/A                                                  |
| 2017 | Seventeen | «We gonna make it shine»                          | Неальбомные синглы | Yes   | Bumzu, Woozi, Joshua, Seungkwan, Jeonghan                                | No     | N/A                                                  |
| 2019 | BSS       | «Just Do It» (거침없이)                           | Неальбомные синглы | Yes   | Woozi, Hoshi, Seungkwan                                                  | No     | N/A                                                  |
| 2020 | Seventeen | «Hey Buddy»                                       | Semicolon          | Yes   | Bumzu, Woozi, Mingyu, The8                                               | Yes    | Bumzu, Woozi, Mingyu, The8, Lee Gi-yong, Lee Min-gyu |
| 2021 | Seventeen | «In the Soop»                                     | Неальбомные синглы | Yes   | Woozi, Wonwoo, Dino, Hoshi, Mingyu, Joshua, Jeonghan                     | No     | N/A                                                  |
| 2021 | DK        | "You're My Christmas"                             | Неальбомные синглы | Yes   | Jozu, Lee Beom-hoon                                                      | Yes    | Jozu, Lee Beom-hoon                                  |
| 2023 | BSS       | «Fighting» (파이팅 해야지) Featuring Lee Young-ji | Second Wind        | Yes   | Bumzu, Woozi, Hoshi, Seungkwan, Lee Young-ji                             | No     | N/A                                                  |
| 2023 | BSS       | «Lunch»                                           | Second Wind        | Yes   | Bumzu, Woozi, Hoshi, Seungkwan                                           | No     | N/A                                                  |
| 2023 | BSS       | «7PM» (7시예 들어줘) Featuring Peder Elias        | Second Wind        | Yes   | Bumzu, Woozi, Hoshi, Seungkwan, Peder Elias                              | No     | N/A                                                  |

## Награды и номинации
| Награда                          | Год  | Категория                           | Работа                                 | Результат |        |
| -------------------------------- | ---- | ----------------------------------- | -------------------------------------- | --------- | ------ |
| Stagetalk Audience Choice Awards | 2019 | Лучший новичок среди мужчин         | Xcalibur                               | Номинация | [ 28 ] |
| Korea Musical Awards             | 2020 | Лучший новичок среди мужчин         | Xcalibur                               | Номинация | [ 27 ] |
| Top Ten Awards                   | 2022 | Лучшие артисты K-Drama OST (Япония) | GO! (Двадцать пять, двадцать один OST) | Победа    | [ 80 ] |